# Shiyakusho (metropolitana di Nagoya)
Shiyakusho (市役所駅?, Shiyakusho-eki) è una stazione della metropolitana di Nagoya situata nel quartiere di Naka-ku, nel centro di Nagoya ed è servita dalla linea Meijō. Il nome della stazione significa "Municipio", in quanto questo si trova direttamente nell'area.

## Linee
Metropolitana di Nagoya
 Linea Meijō

## Struttura
La stazione, sotterranea, è servita dalla linea Meijō e possiede due marciapiedi laterali con binari passanti al centro.
| 1 | Linea Meijō | per Sakae, Kanayama, Aratama-bashi e Nagoyakō |
| 2 | Linea Meijō | per Ōzone e Motoyama                          |

## Stazioni adiacenti
| «            | Servizio    | »           |
| Linea Meijō  | Linea Meijō | Linea Meijō |
| ------------ | ----------- | ----------- |
| Hisaya-ōdōri | -           | Meijō Kōen  |